# Джемини 7
Джемини 7 (на английски: Gemini 7) е четвъртият пилотиран полет от програмата Джемини, дванадесети пилотиран американски и общо двадесети космически полет с човек на борда в историята (заедно със съветските полети). По време на полета е подобрен рекордът за продължителност на полета, като прави 206 обиколки на Земята за 14 дни.

## Екипаж
| Пост           | Астронавт                           |
| -------------- | ----------------------------------- |
| Командир/пилот | Франк Борман първи космически полет |
| Пилот          | Джеймс Ловел първи космически полет |

- Броят на полетите е преди и включително тази мисия.

### Резервен Екипаж
| Пост           | Астронавт                         |
| -------------- | --------------------------------- |
| Командир/пилот | Едуард Уайт един космически полет |
| Пилот          | Майкъл Колинс                     |

- Броят на полетите е преди тази мисия.

## Цели на мисията
„Джемини 7“ е планиран да лети след мисия „Джемини 6А“, но последната е отменена след неуспешния старт на мишената Аджена, с която са предвидени среща и скачване. Така първоначалната програма на „Джемини 7“ се променя. И преди тя е планирана да бъде по-продължителна, като се изследват ефектите от 14-дневния полет в космоса върху човешкото тяло. Това е удвояване на дотогава постигнатата продължителност на полета и тя остава най-дългата в продължение на 5 години до полетите по програма Скайлаб. Астронавтите изпитват и нов тип летателен костюм.

## Полетът
„Джемини 7“ стартира успешно на 4 декември 1965 г. Малко след отделянето на кораба от последната степен на ракетата-носител, командирът Франк Борман го обръща и прави няколко сближавания с нея на разстояние до 15 метра. В следващите няколко дни екипажът носи новите олекотени летателни костюми на смени, което води до известни неудобства. Винаги единият от двамата астронавти се чувства некомфортно поради различните изолиращи способности на облеклата и климатичните условия в капсулата. Независимо от тези „дребни“ проблеми е поставен световен рекорд по продължителност на космически полет — повече от 330 часа. Практически е доказано, че полет до Луната е възможен (на този етап — все още само като продължителност на мисията). След старта на Джемини 6А започва техният съвместен полет, по време на който се доближават един до друг на разстояние до 30 см. Двата кораба летят на това минимално разстояние един от друг 20 мин. Доказва се, че корабът „Джемини“ е лесноуправляем и маневрен апарат.
На 18 декември корабът успешно се приводнява на около 900 km югозападно от Бермудските острови, на 11,9 km от предварително планираната точка. Екипажът е прибран на борда на самолетоносача на USN USS Wasp (CV-18).

## Параметри на мисията
- Маса на кораба: 3663 кг
- Перигей: 161,6 км
- Апогей: 328,2 км
- Инклинация: 28,89°
- Орбитален период: 89,39 мин

### Групов полет сДжемини 6А
| Начало                     | Край                       | Продължителност  |
| -------------------------- | -------------------------- | ---------------- |
| 15 декември 1965 19:33 UTC | 16 декември 1965 00:52 UTC | 5 часа 18 минути |

## Днес
Космическата капсула, използвана в полета, e изложена в Националния аерокосмически музей към Смитсоновия институт във Вашингтон.